# Hypoperigea lunulata
Hypoperigea lunulata är en fjärilsart som beskrevs av Holloway 1979. Hypoperigea lunulata ingår i släktet Hypoperigea och familjen nattflyn. Inga underarter finns listade i Catalogue of Life.